# Pidlisivka, Tîvriv
Pidlisivka (în ucraineană Підлісівка) este un sat în comuna Mala Vulîha din raionul Tîvriv, regiunea Vinnița, Ucraina.

## Demografie
Componența lingvistică a localității Pidlisivka
     Ucraineană (100%)
Conform recensământului din 2001, toată populația localității Pidlisivka era vorbitoare de ucraineană (100%).